# Домовики (казка)
«Домовики»  (нім. Die Wichtelmänner) — казка, опублікована братами Грімм у збірці «Дитячі та сімейні казки» (1812, том 1, казка 39). Казка складається з трьох не пов'язаних між собою оповідок, головними персонажами яких є домовики. Згідно з класифікацією казкових сюжетів Аарне-Томпсона перша казка має номер  503* (Корисні домовики), також класифікується як міграційна легенда (AT-7015). Друга —  476* (Хрещена матір домовиків),  також класифікується як міграційна легенда (AT 5070). Третя казка має номер 504 (Підміна), також класифікується як міграційна легенда.

## Сюжет
Казка перша
Один бідний чоботар не має нічого, окрім останнього відрізка шкіри, з якого планував зробити наступного дня черевики. Однак зранку, коли прокинувся, то виявилось, що черевики не тільки вже готові, але й зроблені дуже майстерно. Чоботар продав їх з великим зиском і закупив ще більше шкіри. З того часу щоранку, коли чоботар прокидався на нього чекали готові черевики. Невдовзі він став заможним чоловіком. Інтригувало його, однак, хто йому допомагає. Однієї ночі разом із дружиною вони вирішили не йти спати, а чатувати у закутку. Виявилося, що опівночі до них навідуються маленькі голі чоловічки, що сідали за стіл чоботаря та бралися за роботу. Під кінець ночі, чоловічки зникали так швидко як появлялися, залишаючи готові черевики. Чоботар і його дружина вирішили віддячити їм і наступної ночі залишили їм вбрання. Коли чоловічки знов прийшли, щоб взятися за роботу, знайшли вбрання і сильно втішилися. Відтепер, однак, вони вирішили, що не будуть більше бруднити рук біленьких, маючи на собі такі обновки, і зникли. Чоботар більше їх не бачив, але завше йому у всьому щастило.
Казка друга
Одна убога дівчина-наймичка знайшла під час праці лист. Виявилося, що це запрошення від домовиків, які хотіли, щоб вона стала хрещеною матір'ю їхньої дитини. Дівчина погодилася і прибула на церемонію, яка відбувалася у всередині гори. Коли дівчина стала домовикам кумою, вони вмовили її залишитися ще на три дні, оскільки дуже вже її полюбили. Коли зрештою надійшла пора розтавання — наповнили її кишені золотом. Дівчина-наймичка повернулася до дому, в якому працювала, але виявилося, що там мешкав вже хтось інший, а попередні власники давно померли. дівчина зі здивуванням довідалася, що була у домовиків не три дні, а цілих сім років.
Казка третя
Одній матері домовики вкрали дитину з колиски та підкинули власну. Дитина не росла, але тільки лежала, їла і пила. Здивована матір порадилася з сусідками, одна з яких порадила їй розпалити вогонь і закип'ятити воду у двох яєчних шкаралупках. Коли дівчина так зробила — «дитина» закричала: «та мені стільки років, як навколо Вестервальду кроків, але зроду ще не бачила, щоб у шкарлупі кипіла вода» і почала сильно сміятись. Тоді ж з'явився домовик, який забрав з собою потвору і повернув матері її справжню дитину.